# Bruce Irvin (giocatore di football americano)
Bruce Irvin (Atlanta, 1º novembre 1987) è un giocatore di football americano statunitense che milita nel ruolo di linebacker per i Detroit Lions della National Football League (NFL).

## Carriera

### Seattle Seahawks

#### Stagione 2012
Pronosticato come una scelta della metà del secondo giro, i Seahawks sorpresero diversi osservatori quando chiamarono il nome di Irvin, un giocatore dal difficile passato personale, con la quindicesima scelta assoluta nel Draft NFL 2012. Il 7 maggio, Irvin affermò di aver acconsentito alla proposta contrattuale presentatagli dalla dirigenza dei Seahawks.

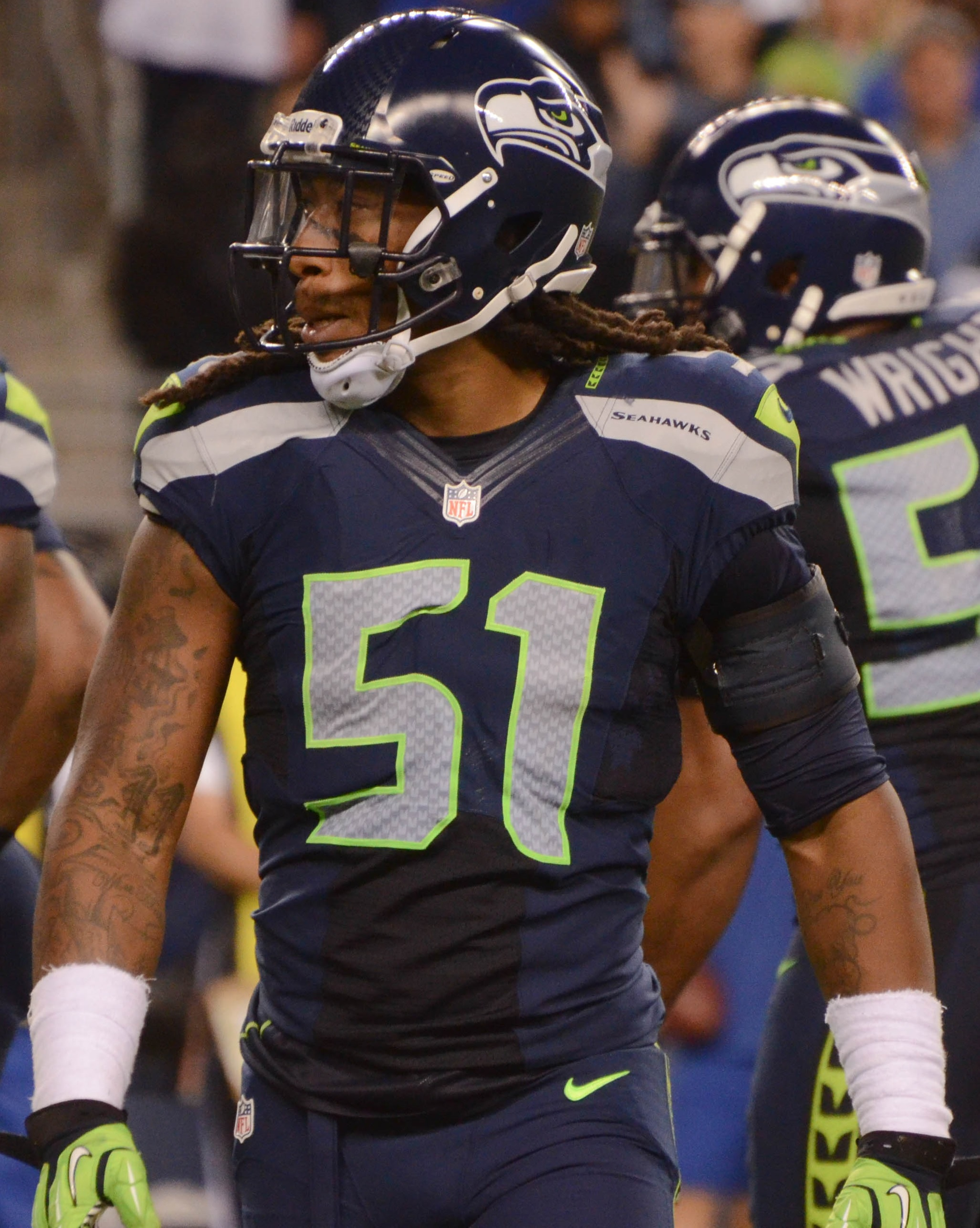
Irvin nella sua stagione da rookie.

Irvin debuttò come professionista il 9 settembre nella sconfitta contro gli Arizona Cardinals senza far registrare alcuna statistica. Nel turno successivo, nella vittoria contro i Dallas Cowboys, Bruce mise a segno i suoi primi 0,5 sack su Tony Romo.
Nella settimana 3 i Seahawks vinsero in casa contro i Green Bay Packers per 14-12 con Irvin che giocò una grande gara terminando con due sack su Aaron Rodgers. Nella settimana 5 i Seahawks si portarono su un record di 3-2 vincendo in trasferta contro i Carolina Panthers con Irvin che giocò un'altra buona prova mettendo a referto due sack su Cam Newton e forzando un fumble decisivo nel finale di gara.
I Seahawks vinsero la quarta gara in casa in altrettante partite nella settimana 9 contro i Minnesota Vikings con Bruce che fece registrare 0,5 sack su Christian Ponder. Nella gara successiva Seattle vinse facilmente anche contro i New York Jets e il giocatore mise a referto due sack su Mark Sanchez.
Nel turno 14 Seattle ottenne una vittoria di proporzioni storiche battendo i Cardinals per 58-0 stabilendo il nuovo primato di franchigia di punti segnati. Bruce fece registrare il suo sack numero 8 in stagione, stabilendo il record di franchigia per un rookie dei Seahawks. La sua stagione regolare si concluse disputando 16 partite, nessuna come titolare, mettendo a segno 17 tackle e guidando tutti i rookie della lega con 8 sack.

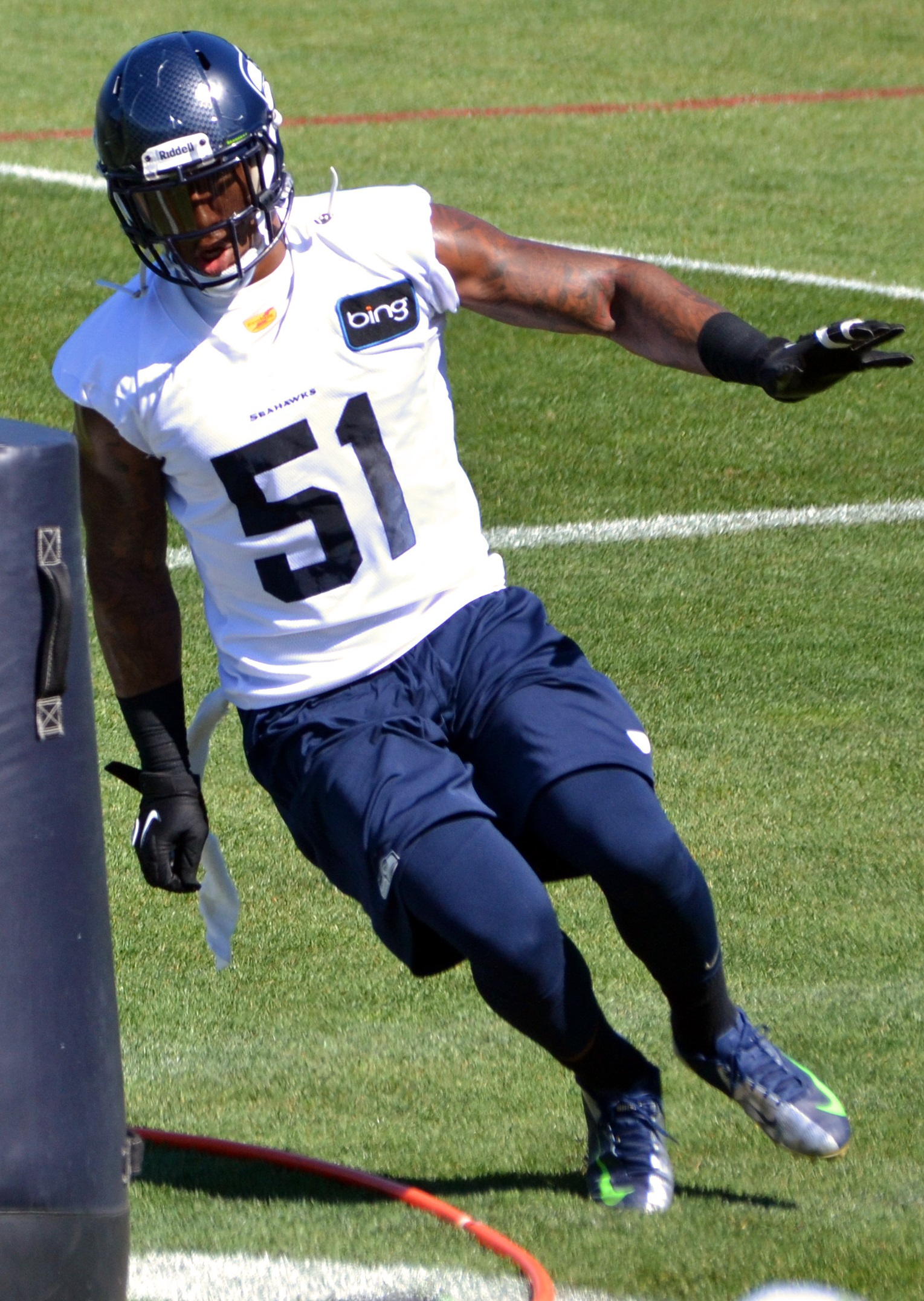
Irvin nel training camp 2013.

Il 6 gennaio 2013, nella prima gara di playoff in carriera, Irvin mise a segno un sack nella vittoria sui Washington Redskins. Nella stessa gara, il titolare Chris Clemons si ruppe il legamento crociato anteriore, aprendo le porte per Irvin alla prima gara da titolare nel turno successivo, perso contro gli Atlanta Falcons.

#### Stagione 2013
Il 17 maggio 2013, Irvin fu sospeso dalla NFL per le prime quattro partite della stagione 2013 per abuso di sostanze vietate dalla lega senza prescrizione medica. Nel mese di luglio, i Seahawks annunciarono che il giocatore sarebbe passato dal ruolo di defensive end a quello di linebacker. Tornò in campo nella settimana 5 contro gli Indianapolis Colts, mettendo subito a segno un sack su Andrew Luck. Nella settimana 8 contro i Rams giocò una grande partita facendo registrare 9 tackle, un sack, un fumble forzato, un passaggio deviato e il primo intercetto in carriera su Kellen Clemens. La sua stagione regolare si concluse con 40 tackle e 2 sack in 12 presenze, tutte come titolare. Nei playoff i Seahawks eliminarono i New Orleans Saints e i San Francisco 49ers, qualificandosi per il Super Bowl XLVIII contro i Denver Broncos.
Il 2 febbraio 2014, nel Super Bowl XLVIII contro i Denver Broncos, Seattle dominò dall'inizio alla fine della partita, vincendo per 43-8. Irvin si laureò campione NFL mettendo a segno 2 tackle in una gara in cui la difesa di Seattle annullò l'attacco dei Broncos che nella stagione regolare aveva stabilito il record NFL per il maggior numero di punti segnati.

#### Stagione 2014
Il primo sack della stagione, Irvin lo fece registrare su Tony Romo dei Dallas Cowboys nel sesto turno. Due settimane dopo, in casa dei Panthers, coi Seahawks che avevano segnato il touchdown del sorpasso a meno di un minuto dal termine, nel successivo e ultimo drive di Carolina mise a segno due sack consecutivi su Cam Newton, preservando la vittoria della sua squadra. Nel turno seguente fece registrare un intercetto su Derek Carr dei Raiders ritornandolo per 35 yard fino alla end zone, segnando il primo touchdown in carriera. Il 27 novembre, nella gara del Giorno del Ringraziamento, Irvin mise a segno il quarto sack della sua stagione, coi Seahawks che interruppero una striscia di cinque sconfitte consecutive in casa dei 49ers. Due settimane dopo, ancora contro i Niners, arrivò a quota 5,5 sack stagionali, con Seattle che vincendo eliminò i rivali dalla contesa per i playoff. Nell'ultima partita, Seattle batté in casa i Rams assicurandosi per il secondo anno consecutivo la vittoria del titolo di division e il vantaggio del fattore campo per tutti i playoff della NFC. Irvin disputò la miglior prova stagionale mettendo a segno 5 tackle, un sack, un fumble forzato e ritornò un intercetto su Shaun Hill per 49 yard in touchdown. La sua annata si chiuse al secondo posto nella squadra con 6,5 sack, oltre a 37 tackle, 2 intercetti e 2 touchdown.
Il 10 gennaio 2015. nel secondo turno di playoff, Seattle ospitò i Panthers battendoli per 31-17 e qualificandosi per la finale della NFC, con Irvin che mise a segno un sack su Cam Newton. La settimana successiva, Seattle batté i Packers, qualificandosi per il secondo Super Bowl consecutivo, perso contro i Patriots. Negli ultimi venti secondi, alla penultima giocata, Irvin fu espulso per avere colpito con un pugno il tight end avversario Rob Gronkowski, dando il via ad una rissa. Fu il primo giocatore della storia ad essere espulso durante un Super Bowl.

#### Stagione 2015
Nella stagione regolare 2015, Irvin si classificò al terzo posto della squadra con 5,5 sack, oltre a 38 tackle e un fumble forzato, con la difesa dei Seahawks che fu la migliore della NFL per il quarto anno consecutivo. La squadra si qualificò nuovamente ai playoff ma fu eliminata nel secondo turno dai Carolina Panthers.

### Oakland Raiders
Divenuto free agent, l'8 marzo 2016 Irvin firmò con gli Oakland Raiders. Nel quattordicesimo turno mise a segno sei tackle e due sack su Philip Rivers nella vittoria sui San Diego Chargers, venendo premiato come miglior difensore della AFC della settimana. Nella prima stagione in California disputò tutte le 16 partite come titolare, mettendo a segno 7 sack e terminando con i nuovi primati personali in tackle (57) e fumble forzati (6).
Il 3 novembre 2018 Irvin fu svincolato dai Raiders.

### Atlanta Falcons
Il 7 novembre 2018 Irvin firmò con gli Atlanta Falcons.

### Carolina Panthers
Il 19 marzo 2019, Irvin firmò un contratto di un anno con i Carolina Panthers. Con essi, dopo avere perso le prime tre partite per infortunio, mise a segno un primato personale di 8,5 sack.

### Ritorno ai Seahawks
Il 18 marzo 2020 Irvin firmò per fare ritorno ai Seahawks. Nel secondo turno contro i Patriots si ruppe il legamento crociato anteriore, chiudendo la sua stagione.

### Chicago Bears
Il 18 novembre 2021, Irvin firmò con la squadra di allenamento dei Chicago Bears.

### Terza volta ai Seahawks
L'11 ottobre 2022 Irvin firmò con la squadra di allenamento dei Seahawks. Prima della gara del nono turno contro i Cardinals fu promosso nel roster attivo e in quella partita mise subito a segno un sack su Kyler Murray nella vittoria. La sua stagione si chiuse con 3,5 sack in 11 presenze. Un altro sack lo mise a referto nella gara del primo turno di playoff su Brock Purdy ma Seattle fu eliminata dai San Francisco 49ers.

### Detroit Lions
Il 14 novembre 2023 Irvin firmò con la squadra di allenamento dei Detroit Lions.

## Palmarès

### Franchigia
- Super Bowl : 1

Seattle Seahawks: Super Bowl XLVIII
- National Football Conference Championship: 2

Seattle Seahawks: 2013, 2014

### Individuale
- Difensore della AFC della settimana: 1

15ª del 2016
- PFWA All-Rookie Team - 2012
- Leader della NFL in fumble forzati: 1

2016